# 宗室崇寬
宗室崇寬（1842年—1901年），字伯言，号厚庵，愛新覺羅氏，清朝宗室、進士出身。
光緒六年，登進士；同年五月，改翰林院庶吉士。光緒二十三年，任詹事府詹事。光緒二十三年，升任內閣學士。光緒二十五年，任盛京禮部侍郎，后兼管理奉天牛馬稅監督。

## 家庭
祖德安，父富丰。有子文铭。